# Bianca Spalteholz
Bianca Spalteholz (* 24. Februar 1955 in Bremen) ist eine deutsche Fachbuchautorin, Revenue-Spezialistin und Hotel-Beraterin.

## Werdegang
Aus der Logistikbranche und dem Bankwesen kommend, fand Spalteholz 1980 über ein Sprachstudium in Italien als Quereinsteigerin in die Hospitality Industrie und sammelte praktische Erfahrungen im In- und Ausland, unter anderem als Managerin eines Restaurants in Philadelphia/USA. Zurück in Deutschland, wurde Spalteholz Leiterin des Marketing, später Director Development und Membership Relations für 350 Hotels des Steigenberger Reservation Service (heute Worldhotels).
1993 trat sie als Geschäftsführerin Deutschland, Österreich und Osteuropa in die Dienste von Utell International (heute Pegasus), wo sie verantwortlich für das Business Development, den Verkauf und die Vermarktung zeichnete.
Mit der Veränderung der Distribution in Hotellerie und Tourismus durch das Internet entwickelte sie die Geschäftsidee für ihre Selbstständigkeit: Das Know-how der Konzernhotellerie dem Mittelstand der Hotellerie zu erschließen. 1998 gründete sie die seinerzeit erste deutsche Vertriebsberatung für Hotels. Ein spezialisiertes Beratungsunternehmen, das fokussiert auf Marketing, Vertrieb, Online Distribution, Revenue Management und Preisgestaltung sowie die Auswahl und Optimierung von Reservierungs- und Distributionssystemen in Deutschland arbeitet.
Sie ist Referentin und Dozentin an verschiedenen Bildungsinstitutionen und Hochschulen in der Branche und war 10 Jahre als Präsidentin der Frankfurt Hotel Alliance (FHA), einem Verbund führender Hotels der Mainmetropole, tätig.

## Veröffentlichungen
- Zukunftsverträgliche Arbeits- und Unternehmensgestaltung in der Tourismuswirtschaft: Herangehensweisen, Lösungen und Praxisbeispiele. IZT, Berlin 2005, ISBN 978-3929173703
- DAS REVENUE MANAGEMENT BUCH: Wie Sie die Erträge Ihres Hotels steigern. Gemeinsam mit Ko-Autorin Barbara Goerlich, INTERHOGA, Berlin 2008, ISBN 978-3936772371
- Educational White Paper – Wertschöpfungskette aus Sicht des Hoteliers, Veröffentlichung 2011 Spalteholz Hotelkompetenz
- Das Revenue Management Buch 3.0. Gemeinsam mit Ko-Autorin Barbara Goerlich INTERHOGA, Berlin 2014, ISBN 978-3936772470
- Total Revenue im Hotel – Gewinnmaximierung in LOGIS RESORT SPA MICE. Gemeinsam mit Ko-Autorin Barbara Goerlich, INTERHOGA, Berlin 2020, ISBN 978-3936772487